# Agencia Estatal de Investigación
La Agencia Estatal de Investigación (AEI) es un organismo público español responsable del fomento de la investigación científica y técnica en todas las áreas del saber. Lo hace mediante la asignación de recursos públicos, el seguimiento de las actuaciones financiadas y de su impacto, así como el asesoramiento en la planificación de las acciones o iniciativas a través de las que se instrumentan las políticas de I+D de la Administración General del Estado.
La AEI, constituida en 2016 y adscrita al Ministerio de Ciencia, Innovación y Universidades, está presidida por el titular de la Secretaría de Estado de Ciencia, Innovación y Universidades, actualmente Juan Cruz Cigudosa, aunque el órgano ejecutivo de la agencia es el director, en la actualidad José Manuel Fernández de Labastida.

## Historia
En junio de 2011 las Cortes Generales aprobaron la Ley de la Ciencia, la Tecnología y la Innovación, cuyo artículo 45 preveía la existencia de una Agencia Estatal de Investigación para asumir la gestión de los fondos en investigación, tal y como se pedía desde hace años por la comunidad científica y que era una idea presente en los planes del Gobierno de la Nación desde el año 2004. Asimismo, la disposición adicional duodécima autorizó a este para crearla en el plazo máximo de un año.
En diciembre de ese año se produjeron elecciones generales, que dio como resultado un cambio de gobierno. Este nuevo gobierno decidió suprimir las agencias estatales y prohibió la creación de nuevas pero, en junio de 2012, el ministro de Economía, Luis de Guindos, por aquel entonces responsable de los asuntos científicos, anunció una enmienda a los presupuestos de ese año para permitir, de forma excepcional, crear la AEI y que estuviese operativa en 2013.
A pesar del anuncio, sufrió numerosos retrasos y no fue hasta noviembre de 2015 que el Gobierno aprobó su creación. Aunque este hecho fue generalmente bien recibido, se criticó por parte de la oposición que se crease a un mes de las elecciones generales, así como su falta de independenica orgánica y presupuestaria.
Entró en funcionamiento de forma efectiva en 2016, con la primera reunión del Consejo Rector y recibió su primer presupuesto en 2017. Integrada originalmente en el Ministerio de Economía, Industria y Competitividad, asumió funciones y recursos de diferentes órganos, entre ellos la Secretaría de Estado de Investigación, Desarrollo e Innovación, la Secretaría General de Ciencia, Tecnología e Innovación, o las direcciones generales de Investigación Científica y Técnica y de Innovación y Competitividad.
Restablecido el Ministerio de Ciencia en el año 2018, este organismo se integró en su estructura.

## Estructura
La estructura de la Agencia Estatal de Investigación es:
- El Presidente. La Presidencia es ejercida por el titular de la Secretaría de Estado de Ciencia, Innovación y Universidades.
- El Consejo Rector. Es el órgano colegiado de gobierno de la Agencia, formado por el presidente, el director y representantes de la Administración General del Estado, así como por expertos del ámbito de la ciencia, la tecnología y el I+D+i.
- El Director. Es el máximo órgano ejecutivo de la Agencia, del cual dependen el resto de órganos administrativos.
  - La Secretaría General. Es responsable de la gestión y dirección administrativa de los recursos humanos, económicos, financieros, informáticos, logísticos y materiales.
  - La División de Programación y Gestión Económica y Administrativa.
    - Subdivisión de Planificación y Gestión Administrativa.
    - Subdivisión de Gestión Económica y Presupuestaria.
    - Subdivisión de Seguimiento y Justificación Económica de las Ayudas.
    - Subdivisión de Gestión de Ayudas de Fondos Europeos.

  - La División de Coordinación, Evaluación y Seguimiento Científico y Técnico.
    - Subdivisión de Coordinación y Evaluación.
    - Subdivisión de Programas Temáticos Científico-Técnicos.
    - Subdivisión de Programas Científico-Técnicos Transversales, Fortalecimiento y Excelencia.

Asimismo, para asegurar el correcto funcionamiento de la Agencia, existe una Comisión de Control que recaba información y se la transmite al Consejo Rector.
Por último, también existe un Comité Científico y Técnico que, formado por doce expertos de reconocido prestigio internacional, asesora a los diferentes órganos de la AEI.

## Centros y unidades de excelencia
El distintivo Centro de Excelencia Severo Ochoa y Unidad de Excelencia María de Maeztu, dentro del Subprograma de Fortalecimiento Institucional del Plan Estatal de Investigación Científica Técnica y de Innovación, tiene como objetivo financiar y acreditar los centros y unidades públicas de investigación, en cualquier área científica, que demuestran impacto y liderazgo científico a nivel internacional y que colaboran activamente con su entorno social y empresarial.
El proceso de evaluación y selección se lleva a cabo de forma independiente, por un comité científico internacional integrado por investigadores de reconocido prestigio e impacto.

## Presupuesto
La AEI se constituyó de forma efectiva en 2016 y posee presupuesto propio desde 2017.
| Año  | Presupuesto     | Variación | Ref.   |
| ---- | --------------- | --------- | ------ |
| 2017 | 609 945 140 €   | -         | [ 21 ] |
| 2018 | 640 104 990 €   | 4,94 %    | [ 22 ] |
| 2019 | 640 104 990 €   | 0 %       | [ 22 ] |
| 2020 | 640 104 990 €   | 0 %       | [ 22 ] |
| 2021 | 825 734 530 €   | 29 %      | [ 23 ] |
| 2022 | 1 358 164 020 € | 64,48 %   | [ 24 ] |
| 2023 | 1 419 995 610 € | 4,55 %    | [ 25 ] |
| 2024 | 1 419 995 610 € | 0 %       | [ 25 ] |
| 2025 | 1 419 995 610 € | 0 %       | [ 25 ] |

## Altos cargos

### Lista de presidentes
| Titular                 | Inicio     | Final      | Cargo                                                                         |
| ----------------------- | ---------- | ---------- | ----------------------------------------------------------------------------- |
| Carmen Vela             | 20/06/2016 | 19/06/2018 | Secretaria de Estado de Investigación, Desarrollo e Innovación                |
| Ángeles Heras Caballero | 19/06/2018 | 15/01/2020 | Secretaria de Estado de Universidades, Investigación, Desarrollo e Innovación |
| Rafael Rodrigo Montero  | 30/01/2020 | 04/08/2021 | Secretario general de Coordinación de Política Científica                     |
| Raquel Yotti Álvarez    | 04/08/2021 | 08/12/2023 | Secretaria general de Investigación                                           |
| Juan Cruz Cigudosa      | 08/12/2023 |            | Secretario de Estado de Ciencia, Innovación y Universidades                   |

### Lista de directores
| Titular                            | Inicio     | Final       |
| ---------------------------------- | ---------- | ----------- |
| Marina Villegas Gracia (interina)  | 21/06/2016 | 31/12/2018  |
| Enrique Playán Jubillar            | 01/01/2019 | 31/12/2021  |
| Domènec Espriu Climent             | 01/01/2022 | 31/12/2024  |
| José Manuel Fernández de Labastida | 01/01/2025 | En el cargo |